# Démographie de Saint-Maurice-de-Beynost
La démographie de Saint-Maurice-de-Beynost, commune urbaine du département de l'Ain, faisant partie de l'unité urbaine de Lyon, en région Auvergne-Rhône-Alpes, est caractérisée par une densité forte et une population en croissance modérée depuis les années 1950, à la suite d'une forte augmentation dans les années 1920-1930 due à l'installation de la société lyonnaise de soie artificielle, à Saint-Maurice-de-Beynost, dans les années 1920.
En 2014, Saint-Maurice-de-Beynost comptait 3 962  habitants, soit une évolution de 1.5 % par rapport à 2006. La commune occupait le 27e rang en nombre d'habitants sur les 419 communes que compte le département. La population est plus jeune que celle de la France métropolitaine.
L'évolution démographique, les indicateurs démographiques, la pyramide des âges, l'état matrimonial, les caractéristiques de l'emploi et le niveau de formation sont détaillés ci-après.

## Évolution démographique
L'évolution du nombre d'habitants est connue à travers les recensements de la population effectués périodiquement dans la commune depuis 1793.
Après être restée stable (en dessous de 500 habitants) jusqu'au milieu des années 1920, la population de la commune augmente fortement dans les années 1930. Augmentant régulièrement jusqu'à aux années 1990, elle atteindra son maximum en 1990 avec 4 020 habitants. Depuis la population est relativement stable.
Une réforme du mode de recensement permet à l'Insee de publier les populations légales des communes annuellement à partir de 2006. Pour les communes de moins de 10 000 habitants, les recensements ont lieu tous les cinq ans, les populations légales intermédiaires sont quant à elles estimées par calcul. Le premier recensement exhaustif de la commune entrant dans le cadre de ce nouveau dispositif a eu lieu en 2007.
En 2014, Saint-Maurice-de-Beynost comptait 3 962  habitants.
| 1793 | 1800 | 1806 | 1821 | 1831 | 1836 | 1841 | 1846 | 1851 |
| ---- | ---- | ---- | ---- | ---- | ---- | ---- | ---- | ---- |
| 262  | 250  | 252  | 286  | 322  | 320  | 320  | 324  | 320  |

| 1856 | 1861 | 1866 | 1872 | 1876 | 1881 | 1886 | 1891 | 1896 |
| ---- | ---- | ---- | ---- | ---- | ---- | ---- | ---- | ---- |
| 316  | 311  | 318  | 307  | 286  | 263  | 273  | 287  | 289  |

| 1901 | 1906 | 1911 | 1921 | 1926 | 1931  | 1936  | 1946  | 1954  |
| ---- | ---- | ---- | ---- | ---- | ----- | ----- | ----- | ----- |
| 300  | 338  | 318  | 319  | 365  | 1 536 | 1 576 | 1 634 | 1 797 |

| 1962  | 1968  | 1975  | 1982  | 1990  | 1999  | 2007  | 2012  | 2014  |
| ----- | ----- | ----- | ----- | ----- | ----- | ----- | ----- | ----- |
| 2 011 | 2 695 | 2 791 | 3 503 | 3 468 | 4 020 | 3 885 | 3 863 | 3 962 |

## Indicateurs démographiques

### Densité
La densité de population de Saint-Maurice-de-Beynost, mesurant le nombre de personnes par unité de surface, est passée de 385,6 habitants/km2 en 1968 à 553,4 en 2009. Elle est, en 2009, 5,4 fois plus forte que la densité moyenne du département de l'Ain (102,2), 3,9 fois plus forte que celle de la région Rhône-Alpes  (141,3) et 4,8 fois que celle de la France métropolitaine (114,8).
Cet indicateur situe la commune au 20e rang au niveau départemental (sur 419 communes) et au 1 570e au niveau national (France métropolitaine), sur 36 575 communes.
|                           | Saint-Maurice-de-Beynost | Saint-Maurice-de-Beynost | Saint-Maurice-de-Beynost | Saint-Maurice-de-Beynost | Saint-Maurice-de-Beynost | Saint-Maurice-de-Beynost | Ain     | Rhône-Alpes | France     |
|                           | 1968                     | 1975                     | 1982                     | 1990                     | 1999                     | 2009                     | 2009    | 2009        | 2009       |
| ------------------------- | ------------------------ | ------------------------ | ------------------------ | ------------------------ | ------------------------ | ------------------------ | ------- | ----------- | ---------- |
| Population                | 2 695                    | 2 791                    | 3 503                    | 3 468                    | 4 017                    | 3 868                    | 588 853 | 6 174 040   | 62 465 709 |
| Densité moyenne (hab/km²) | 385,6                    | 399,3                    | 501,1                    | 496,1                    | 574,7                    | 553,4                    | 102,2   | 141,3       | 114,8      |

### Soldes naturels et migratoires
La variation moyenne annuelle de la population s'est relativement tassée depuis les années 1970. De 0,5 % sur la période 1968-1975, elle est passée à -0,4 % sur la période 1999-2009, quand celle du département de l'Ain a baissé de 1,5 % à 1,3 %. Le solde naturel annuel, qui est la différence entre  le nombre de naissances et le nombre de décès enregistrés au cours d'une même année, connaît une forte baisse, puisque la variation annuelle due au solde naturel passe de 1,3 à 0,8. La baisse du taux de natalité, qui passe de 20,7 % à 14,8 %, est en fait relativement compensée par la baisse du taux de mortalité, qui parallèlement passe de 10,9 à 8,6.
Le flux migratoire connaît un recul, le taux annuel passant de -0,8 à -1,1 %, traduisant une baisse des implantations nouvelles dans la commune.
Le taux de natalité est passé de 20,7 ‰ sur la période 1968-1975 à 14,8 ‰ sur la période 1999-2009. Celui du département était sur la période 1999-2009 de 12,5 ‰ et celui de la France métropolitaine de  12,8 ‰.
Le taux de mortalité est quant à lui passé de 7,8 ‰ sur la période 1968-1975 à 7,2 ‰  sur la période 1999-2009. Celui du département était sur cette dernière période de 7,6 ‰ et celui de la France de 8,8 ‰.
|             |                                                    | 1968 à 1975 | 1975 à 1982 | 1982 à 1990 | 1990 à 1999 | 1999 à 2009 |
| ----------- | -------------------------------------------------- | ----------- | ----------- | ----------- | ----------- | ----------- |
| Commune     | Variation annuelle moyenne de la population (en %) | 0,5         | 3,3         | -0,1        | 1,6         | -0,4        |
| Commune     | - due au solde naturel (en %)                      | 1,3         | 1           | 0,6         | 0,9         | 0,8         |
| Commune     | - due au solde apparent des entrées sorties (en %) | -0,8        | 2,3         | -0,8        | 0,7         | -1,1        |
| Commune     | Taux de natalité (en ‰)                            | 20,7        | 18,5        | 14          | 15,8        | 14,8        |
| Commune     | Taux de mortalité (en ‰)                           | 7,8         | 8,4         | 7,8         | 6,6         | 7,2         |
| Département | Variation annuelle moyenne de la population (en %) | 1,5         | 1,5         | 1,5         | 1           | 1,3         |
| France      | Variation annuelle moyenne de la population (en %) | 0,8         | 0,5         | 0,5         | 0,4         | 0,7         |

Mouvements naturels sur la période 1999-2009

## Âge de la population

### Indice de jeunesse
La population a vieilli entre 1999 et 2009, le taux des personnes de 60 ans et plus passant de 15 % à 20 %, à l'instar des populations du département et de la France qui sont aussi passées respectivement de 18 à 20 % pour le département et de 20 à 23 % pour la France métropolitaine.
|                    | Saint-Maurice-de-Beynost | Ain  | Rhône-Alpes | France |
| ------------------ | ------------------------ | ---- | ----------- | ------ |
| Ensemble           | 100                      | 100  | 100         | 100    |
| moins de 20 ans    | 28,7                     | 26,5 | 24,9        | 23,8   |
| de 20 à 59 ans     | 27,4                     | 53,3 | 53,6        | 53,6   |
| 60 ans ou plus     | 19,6                     | 20,2 | 21,6        | 22,6   |
| Indice de jeunesse | 1,47                     | 1,31 | 1,15        | 1,06   |

|                | Saint-Maurice-de-Beynost | Saint-Maurice-de-Beynost | Saint-Maurice-de-Beynost | Saint-Maurice-de-Beynost | Ain  | Ain  | France | France |
|                | 2009                     | 2009                     | 1999                     | 1999                     | 2009 | 1999 | 2009   | 1999   |
| -------------- | ------------------------ | ------------------------ | ------------------------ | ------------------------ | ---- | ---- | ------ | ------ |
|                | nb                       | %                        | nb                       | %                        | %    | %    | %      | %      |
| Ensemble       | 3868                     | 100                      | 4017                     | 100                      | 100  | 100  | 100    | 100    |
| 0-14 ans       | 808                      | 21                       | 989                      | 25                       | 21   | 21   | 18     | 19     |
| 15-29 ans      | 777                      | 20                       | 828                      | 21                       | 17   | 19   | 19     | 20     |
| 30-44 ans      | 827                      | 21                       | 936                      | 23                       | 22   | 23   | 20     | 22     |
| 45-59 ans      | 700                      | 18                       | 661                      | 16                       | 20   | 19   | 20     | 18     |
| 60-74 ans      | 500                      | 13                       | 432                      | 11                       | 13   | 12   | 14     | 13     |
| 75 ans ou plus | 257                      | 7                        | 171                      | 4                        | 7    | 6    | 9      | 7      |

 1999  2009

### Pyramide des âges
La pyramide des âges, à savoir la répartition par sexe et âge de la population, de la commune de Saint-Maurice-de-Beynost en 2009 ainsi que, comparativement, celle du département de l'Ain la même année, sont représentées avec les graphiques ci-dessous.
La population de la commune comporte 46,9 % d'hommes et 53,1 % de femmes. Les tranches pour lesquelles le déséquilibre est le plus prononcé en faveur des femmes sont les tranches 75-90 ans (+30,5 % de femmes) et 90 ans et + (+59,6 % de femmes).
| Hommes | Classe d’âge | Femmes |
| ------ | ------------ | ------ |
| 0,3    | 90 ans ou +  | 1,0    |
| 4,4    | 75 à 89 ans  | 7,4    |
| 13,3   | 60 à 74 ans  | 12,6   |
| 18,4   | 45 à 59 ans  | 17,8   |
| 21,8   | 30 à 44 ans  | 21,0   |
| 20,6   | 15 à 29 ans  | 19,6   |
| 21,1   | 0 à 14 ans   | 20,7   |

| Hommes | Classe d’âge | Femmes |
| ------ | ------------ | ------ |
| 0,3    | 90 ans ou +  | 1,0    |
| 5,5    | 75 à 89 ans  | 8,2    |
| 12,6   | 60 à 74 ans  | 12,8   |
| 20,7   | 45 à 59 ans  | 20,1   |
| 22,0   | 30 à 44 ans  | 21,5   |
| 17,7   | 15 à 29 ans  | 16,5   |
| 21,2   | 0 à 14 ans   | 19,9   |

## État matrimonial
En 2009, la commune comptait 36,8 % de célibataires, 48,2 % de personnes mariées, 7,8 % de veufs ou veuves et 7,2 % de divorcé(e)s. Le taux de personnes mariées apparaît ainsi inférieur à celui du département (52,5 %) et supérieur à celui de la France (47,5 %).
|               | Saint-Maurice-de-Beynost | Saint-Maurice-de-Beynost | Saint-Maurice-de-Beynost | Ain       | France    |
| ------------- | ------------------------ | ------------------------ | ------------------------ | --------- | --------- |
|               | Hommes (%)               | Femmes (%)               | Total (%)                | Total (%) | Total (%) |
| Célibataires  | 40,3                     | 33,7                     | 36,8                     | 33,3      | 37,5      |
| Marié(e)s     | 51,2                     | 45,6                     | 48,2                     | 52,5      | 47,5      |
| Veufs, veuves | 2,9                      | 12                       | 7,8                      | 6,8       | 7,7       |
| Divorcé(e)s   | 5,6                      | 8,7                      | 7,2                      | 7,4       | 7,4       |

## Emploi
En 2009, les ouvriers représentaient, avec 551 emplois, la catégorie socioprofessionnelle la plus importante de la population active de la commune (18 % contre 18,6 au niveau départemental). En 1999, ils étaient 656 et représentaient 21,9 % de la population active.
La commune comptait par ailleurs, en 2009, 700 retraités, soit 22,8 % de la population de la commune et 4,5 % de moins que le taux départemental. Cet écart s'est toutefois réduit par rapport à celui de 1999 puisqu'il était alors de -4,1 %.
|                                                   | Saint-Maurice-de-Beynost | Saint-Maurice-de-Beynost | Saint-Maurice-de-Beynost | Saint-Maurice-de-Beynost | Ain  | Ain  | France | France |
| ------------------------------------------------- | ------------------------ | ------------------------ | ------------------------ | ------------------------ | ---- | ---- | ------ | ------ |
| 2009                                              | 2009                     | 1999                     | 1999                     | 2009                     | 1999 | 2009 | 1999   |        |
| nb                                                | %                        | nb                       | %                        | %                        | %    | %    | %      |        |
| Ensemble                                          | 3 069                    | 100                      | 2 996                    | 100                      | 100  | 100  | 100    | 100    |
| Agriculteurs exploitants                          | 0                        | 0                        | 4                        | 0,1                      | 0,9  | 1,4  | 1      | 1,4    |
| Artisans, commerçants, chefs d'entreprise         | 96                       | 3,1                      | 56                       | 1,9                      | 3,7  | 4,2  | 3,3    | 3,5    |
| Cadres et professions intellectuelles supérieures | 183                      | 6                        | 128                      | 4,3                      | 8    | 5,9  | 8,7    | 6,7    |
| Professions intermédiaires                        | 462                      | 15,1                     | 420                      | 14                       | 15,5 | 13,2 | 13,9   | 12,1   |
| Employés                                          | 539                      | 17,6                     | 552                      | 18,4                     | 16,8 | 16,1 | 16,6   | 16,5   |
| Ouvriers                                          | 551                      | 18                       | 656                      | 21,9                     | 16,8 | 18,6 | 13,5   | 14,9   |
| Retraités                                         | 700                      | 22,8                     | 548                      | 18,3                     | 24,2 | 20,9 | 26,2   | 22,4   |
| Autres personnes sans activité professionnelle    | 538                      | 17,5                     | 632                      | 21,1                     | 14   | 19,8 | 16,9   | 22,6   |

 1999  2009

## Niveau de formation
Le taux de personnes non scolarisées sans diplôme a augmenté entre 1999 (23,2 %) et 2009 (24,2 %). Il est supérieur à celui de l'Ain (17,1 %)  et à celui de la France métropolitaine (18,3 %).
Parallèlement le taux de personnes titulaires d'un diplôme de l'enseignement supérieur long est passé de 5,8 % en 1999 à 7,5 % en 2009, un taux inférieur à celui de l'Ain (10,6 %) et au taux national relatif à la France métropolitaine (12,7 %).
|                                                           | Saint-Maurice-de-Beynost | Saint-Maurice-de-Beynost | Saint-Maurice-de-Beynost | Saint-Maurice-de-Beynost | Ain  | Ain  | France | France |
| --------------------------------------------------------- | ------------------------ | ------------------------ | ------------------------ | ------------------------ | ---- | ---- | ------ | ------ |
| 2009                                                      | 2009                     | 1999                     | 1999                     | 2009                     | 1999 | 2009 | 1999   |        |
| nb                                                        | %                        | nb                       | %                        | %                        | %    | %    | %      |        |
|                                                           | 2697                     | 100                      | 2677                     | 100                      | 100  | 100  | 100    | 100    |
| Aucun diplôme                                             | 652                      | 24,2 %                   | 620                      | 23,2 %                   | 17,1 | 18,4 | 18,3   | 20     |
| Titulaires du certificat d'études primaires               | 294                      | 10,9 %                   | 435                      | 16,2 %                   | 11,2 | 18,4 | 11,1   | 17,6   |
| Titulaires du BEPC, brevet des collèges                   | 184                      | 6,8 %                    | 210                      | 7,8 %                    | 5,7  | 7,4  | 6,3    | 8,1    |
| Titulaires d'un CAP ou d'un BEP                           | 690                      | 25,6 %                   | 774                      | 28,9 %                   | 26,5 | 27,6 | 24     | 25     |
| Titulaires d'un baccalauréat ou d'un brevet professionnel | 405                      | 15 %                     | 311                      | 11,6 %                   | 16,4 | 12,4 | 15,9   | 12,1   |
| Titulaires d'un diplôme de l'enseignement supérieur court | 272                      | 10,1 %                   | 173                      | 6,5 %                    | 12,5 | 8,8  | 11,8   | 8,5    |
| Titulaires d'un diplôme de l'enseignement supérieur long  | 201                      | 7,5 %                    | 154                      | 5,8 %                    | 10,6 | 7    | 12,7   | 8,8    |

 1999  2009